# Schildjerpolder
De Schildjerpolder is een voormalig waterschap in de provincie Groningen.
Het waterschap lag ter weerszijden van Schildwolde en Hellum. Het had twee grote poldermolens, die in 1901 werden vervangen door een stoomgemaal dat op zijn beurt in 1931 plaats maakte voor een elektrisch gemaal. De oostelijke Schildjer- of Schiltjermolen dateerde mogelijk uit 1834. Hij werd in 1901 afgebroken; de westelijke molen uit 1791 werd in 1931 gesloopt.
De noordgrens lag bij het Schildmeer, de oostgrens lag zo'n 400 m ten westen van de Kappershuttenweg en het verlengde daarvan tot het Siepkanaal, de zuidgrens lag bij dat kanaal en de westgrens lag ten westen van de Siepweg en de Populierenlaan en kwam uit op de T-splitsing van de Hoofdweg met de Menteweg (N865), liep vervolgens zo'n 400 m naar het oosten over de Hoofdweg en ten slotte langs de Schildwolder Schipsloot naar het noorden. De molens sloegen uit op het Schildmeer. Door de polder liep de particuliere Haansvaart, met een schutsluis bij het Schildmeer, die de polder overlangs tweeën deelde. Onder dit kanaal lagen twee grondpompen (onderleiders). De Haansvaart werd in 1908 verlengd om de waterafvoer van de hogere gronden mogelijk te maken. Dit gebeurde via het Veenkanaal met het Dwarskanaal en het Westelijk Dwarskanaal. Onder het laatste kanaal werd eveneens een duiker aangelegd. 
De participanten van de Schildjerpolder namen in 1815 vermoedelijk ook het initiatief tot oprichting van de polder Overschild, die aanvankelijk dezelfde naam Schildjerpolder droeg. Later sprak men over de Groote Schildjerpolder en de Groote Overschildjerpolder. 
Waterstaatkundig gezien ligt het gebied sinds 2000 binnen dat van het waterschap Hunze en Aa's.